# Krystyna Chwin

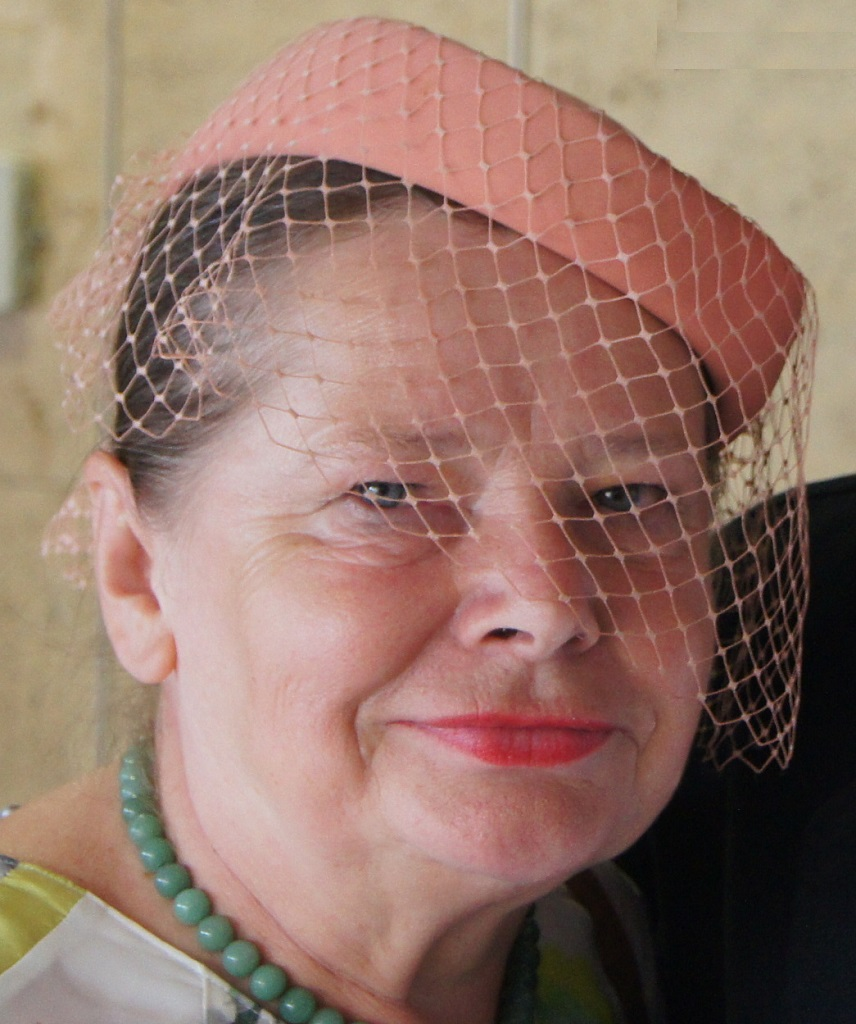
Krystyna Chwin (2018)

Krystyna Turkowska-Chwin (Pseudonym Krystyna Lars; * 10. Dezember 1950 in Ełk, Polen) ist eine polnische Dichterin, Schriftstellerin und Herausgeberin.

## Leben
Krystyna Turkowska-Chwin absolvierte bis 1972 ein Studium der Polonistik an der Universität Danzig. Im Jahr 2001 heiratete sie ihren Kollegen Stefan Chwin. Sie arbeitete in der Redaktion der Monatszeitschrift Autograf, die 1988–1990 in Danzig herausgegeben wurde, und war Mitglied der Redaktion der zweiwöchentlichen Warschauer Literaturzeitschrift Potop. In den Jahren 1991–2002 übernahm Krystyna Chwin die Chefredaktion der literarischen und künstlerischen Zeitschrift Tytuł. Als Mitarbeiterin des Senders TVP Gdańsk war Chwin Leiterin der Kulturabteilung und Programmdirektorin.
Krystyna Chwin wurde 2009 Mitglied des Bürgerausschusses für öffentliche Medien. Ferner ist sie Mitglied des polnischen Schriftstellerverbandes, des polnischen PEN-Clubs, des Verbandes der Denkmalpfleger und des Polnisch-Deutschen Verbandes.

## Zitat

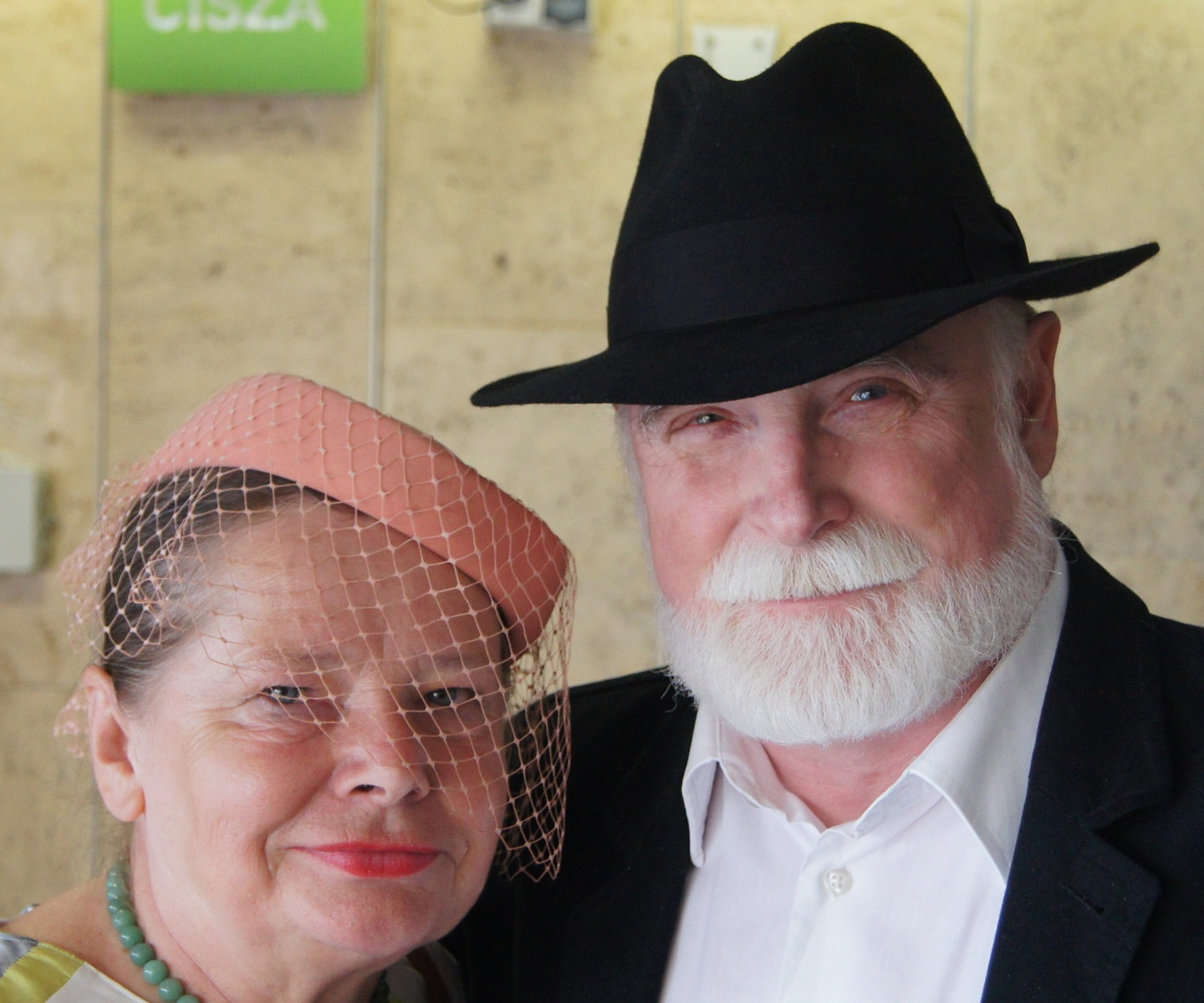
Mit Stefan Chwin

„Z jednej strony podziwiam jej mądrość życiową, wrażliwość, niezwykłą inteligencję emocjonalną, z drugiej - zachwycam się jej pogodnym dystansem do wszystkiego.”

„Einerseits bewundere ich ihre Lebensweisheit, Sensibilität, außergewöhnliche emotionale Intelligenz, andererseits bewundere ich ihre fröhliche Distanz zu allem.“

## Werke (Auswahl)
Chwin veröffentlichte Gedichte unter anderem in den Zeitschriften Powściągliwość i Praca, Odra und Tytuł.
Gedichtbände, als Krystyna Lars:
- Ja, Gustaw. 1981.
- Chirurgia mistyczna. 1989.
- Kraina pamiątek. Ciekawe i pouczające sceny z życia kobiet i mężczyzn spisane podczas podróży do Europy. 1992.
- Umieranki i inne wiersze. 2000.

Autorin:
- Gdańsk według Stefana Chwina. 2008.

Veröffentlichungen mit Stefan Chwin (Max Lars):
- Wspólnie z mężem opublikowała: Ludzie-skorpiony. Przygoda Joachima El Toro na wyspach archipelagu San Juan de la Cruz. Bydgoszcz 1985.
- Człowiek-litera. Przygody Aleksandra Umwelta podczas akcji specjalnej w Górach Santa Cruz. Bydgoszcz 1989.
- Wspólna kąpiel. Gdańsk 2001.

Herausgeberin:
- mit Stefan Chwin: Miłosz. Gdańsk i okolice. Relacje. Dokumenty. Głosy. 2012.
- Stefan Chwin: Ein deutsches Tagebuch. Aus dem Polnischen von Marta Kijowska. Edition FotoTapeta, Berlin 2015. ISBN 978-3-940524-32-4.